# 텐프로
텐프로는 대한민국의 유흥업소의 유형 중 하나이다

## 유래
업소, 마담 혹은 부장 등이 접대부들의 봉사료 중 10%만 챙긴다는 것에서 유래되었다는 설과 한국의 유흥업소에 종사하는 여성 중 상위 10%를 뜻하는 것에서 유래되었다는 설이 있다.

## 쩜오
쩜오란 텐프로 보다 한단계 아래인 술집을 말하며, 명칭의 유래는 업소, 마담 혹은 부장 등이 접대원의 봉사료 중 15%를 챙기는 것에서 유래되었다.

## 같이 보기
- 밤문화
- 룸살롱
- 단란주점
- 나이트 클럽